# Oberwiera
Oberwiera é um município da Alemanha, situado no distrito de Zwickau, no estado da Saxônia. Tem 14,33 km² de área, e sua população em 2019 foi estimada em 1.020 habitantes.